# Josip Čorak
Josip Čorak (Gospić, Croacia, Yugoslavia, 14 de junio de 1943-28 de noviembre de 2023) fue un deportista croata especialista en lucha grecorromana donde llegó a ser subcampeón olímpico en Múnich 1972.

## Carrera deportiva
En los Juegos Olímpicos de 1972 celebrados en Múnich ganó la medalla de plata en lucha grecorromana de pesos de hasta 90 kg, tras el luchador soviético Valery Rezantsev (oro) y por delante del polaco Czesław Kwieciński (bronce).